# M-256 (潜水艦)
M-256はソ連海軍の潜水艦。615型（NATOコードネームはケベック級）。
M-256はバルチック艦隊に所属していた。
615型は、2基の通常型のディーゼル・エンジンのほかに、1基の閉サイクル・ディーゼル機関を搭載していた。この閉サイクル・ディーゼルは、液体酸素 (LOX) を気化させて得た酸素でディーゼル・エンジンを作動させる、非大気依存推進機関であった。このシステムは、注目すべき水中速力および水中航続力をもたらしたが、液体酸素を搭載することに伴う爆発や火災の危険も大きなものであった。
1957年9月26日、強風の中バルト海のタリン湾で活動中であったM-256のディーゼル・エンジンの一つが爆発した。炎はすぐにエンジン室中に広がり、隣の部屋へも広がった。M-256は浮上し、さらに爆発が起こる虞があったため乗員は露天甲板へ逃れた。そばにいた船は、強風のため4隻とも曳航も乗員の救助も行えなかった。火災の発生からおよそ4時間後、艦は突然安定を失い沈没した。甲板上にいた35人の内、救助されたのは7人のみであった。